# Matthew Titone
Matthew J. Titone (sinh ngày 24 tháng 1 năm 1961) là một chính khách và luật sư người Mỹ đến từ Staten Island, New York. Là một thành viên Đảng Dân chủ, ông từng là thành viên của Quốc hội Bang New York từ Khu vực 61, trên Staten Island's North Shore từ ngày 1 tháng 4 năm 2007 đến ngày 1 tháng 1 năm 2019. Titone hiện là Thẩm phán Đại diện của Quận Richmond.

## Đầu đời, giáo dục, sự nghiệp
Titone sinh ra trên Staten Island, là con trai của Vito J. Titone, cựu thẩm phán của Tòa phúc thẩm bang New York. Titone được nuôi dưỡng ở các khu phố Grymes Hill và West Brighton. Ông tiếp tục theo học Trường Luật của Đại học St. John, trong khi làm việc toàn thời gian với tư cách là thư ký luật cho cố John S. Zachary.
Sau khi được nhận vào Hiệp hội Luật sư Bang New York vào năm 1992, Titone đã làm việc chuyên nghiệp cho Đội Đặc nhiệm Phòng chống AIDS và Dự án Khách sạn của Staten Island. Năm 1993, ông gia nhập công ty luật Phố Wall gồm Morgan, Melhuish, Monahan, Arvidson, Abrutyn & Lisowski, nơi ông là cộng sự xét xử cấp cao và quản lý bộ phận tranh tụng luật lao động của công ty. Năm 1998, ông thành lập một hành nghề luật sư tư nhân trên Staten Island.
Titone đã thu hút sự chú ý của cả nước khi ông tham gia ngành công nghiệp nhận con nuôi của Bang New York, đại diện cho một gia đình nhận nuôi một cậu bé. Gia đình không bao giờ được cơ quan nhận con nuôi thông báo rằng đứa trẻ được sinh ra với vi rút AIDS và kết quả là đứa trẻ không được điều trị bệnh của mình trong 11 năm sau khi hoàn thành việc nhận con nuôi. Titone không chỉ hỗ trợ và hướng dẫn pháp lý cho gia đình, ông còn giúp chàng trai trẻ thành lập Justin LiGreci HIV/AIDS Foundation for Children and Teens, một tổ chức phi lợi nhuận cung cấp các dịch vụ giáo dục cho thanh thiếu niên ở Staten Island và khu vực đô thị New York.

## Đời tư
Titone là người đồng tính công khai và kết hôn với người bạn đời 18 năm của mình, Giosue Pugliese, trong một buổi lễ tại Staten Island Borough Hall vào tháng 9 năm 2011, ngay sau khi hôn nhân đồng giới được hợp pháp hóa ở bang New York. Ông là một trong năm thành viên LGBT của Cơ quan Lập pháp New York, cùng với các Nghị sĩ Deborah Glick, Daniel O'Donnell, và Harry Bronson, cũng như Thượng nghị sĩ Brad Hoylman. Các chiến dịch hội của ông đã giành được sự ủng hộ của Quỹ Chiến thắng Đồng tính nam & Đồng tính nữ, tổ chức cung cấp hỗ trợ tài chính và chiến lược. Ông là người đồng tính nam công khai đầu tiên được bầu vào chức vụ cao hơn trên Staten Island.